# یحیی‌آباد (ششتمد)
یحیی‌آباد، روستایی است از توابع بخش شامکان و در شهرستان ششتمد استان خراسان رضوی ایران.

## جمعیت
این روستا در دهستان شامکان قرار داشته و بر اساس سرشماری سال ۱۳۸۵ جمعیت آن ۹۹۸ نفر (۲۳۷ خانوار) بوده‌است.
مردم این روستا کشاورز و دامدار می‌باشند. انواع محصولات کشاورزی شامل گندم، جو، پنبه، چغندر قند و پسته می‌باشد. این روستا از غرب به منطقه حفاظت شده شیر احمد و از شرق به دهستان شامکان در ارتباط می‌باشد. یکی از دغدغه‌های مردم این روستا محیط زیست منطقه می‌باشد که با بی‌توجهی رو به نابودی می‌باشد. لهجه مردم این روستا بیشتر به لهجه مشهدی نزدیک می‌باشد. قدمت این روستا کامل مشخص نمی‌باشد ولی آثار به جای مانده به نام فرخ‌آباد در جنوب این روستا نشانه قدیمی بودن این روستا می‌باشد.